# Resolución 1486 del Consejo de Seguridad de las Naciones Unidas
La resolución 1486 del Consejo de Seguridad de las Naciones Unidas, adoptada por unanimidad el 11 de junio de 2003, tras reafirmar todas las resoluciones sobre la situación en Chipre, en particular la Resolución 1251 (1999), prorrogó el mandato de la Fuerza de las Naciones Unidas para el Mantenimiento de la Paz en Chipre (UNFICYP) por seis meses más, hasta el 15 de diciembre de 2003. 
El Consejo de Seguridad tomó nota del llamamiento que figura en el informe del Secretario General Kofi Annan a las autoridades de Chipre y de Chipre del Norte para que aborden urgentemente la situación humanitaria relativa a las personas desaparecidas.  También acogió con satisfacción los esfuerzos encaminados a sensibilizar al personal de mantenimiento de la paz de las Naciones Unidas respecto de la prevención y el control del VIH/SIDA y otras enfermedades.
Al ampliar el mandato de la UNFICYP, la resolución aprobó un aumento de hasta 34 efectivos de policía de la UNFICYP después del levantamiento parcial de las restricciones a la libertad de movimiento entre las partes griega y turca en la isla.  También tomó nota de las limitadas medidas adoptadas por la parte turcochipriota para aliviar algunas restricciones impuestas el 30 de junio de 2000 a las operaciones de la UNIFCYP y pidió que se levantaran las restricciones restantes. Hubo preocupación por nuevas violaciones por parte de la parte turcochipriota y se le instó a restablecer el statu quo militar en Strovilia .
Por último, se pidió al Secretario General que informara al Consejo, antes del 1º de diciembre de 2003, sobre la aplicación de la resolución vigente.